# Бенџамин (Јута)
Бенџамин (енгл. Benjamin) насељено је место без административног статуса у америчкој савезној држави Јута.

## Демографија
По попису из 2010. године број становника је 1.145, што је 116 (11,3%) становника више него 2000. године.
| Група             | 2000.         | 2010.         |
| Белци             | 1.004 (97,6%) | 1.107 (96,7%) |
| Афроамериканци    | 0 (0,0%)      | 2 (0,2%)      |
| Азијати           | 0 (0,0%)      | 4 (0,3%)      |
| Хиспаноамериканци | 15 (1,5%)     | 23 (2,0%)     |
| Укупно            | 1.029         | 1.145         |